# Gryllomorpha syriaca
Gryllomorpha syriaca is een rechtvleugelig insect uit de familie krekels (Gryllidae). De wetenschappelijke naam van deze soort is voor het eerst geldig gepubliceerd in 1979 door Harz.